# Les Deux Alpes

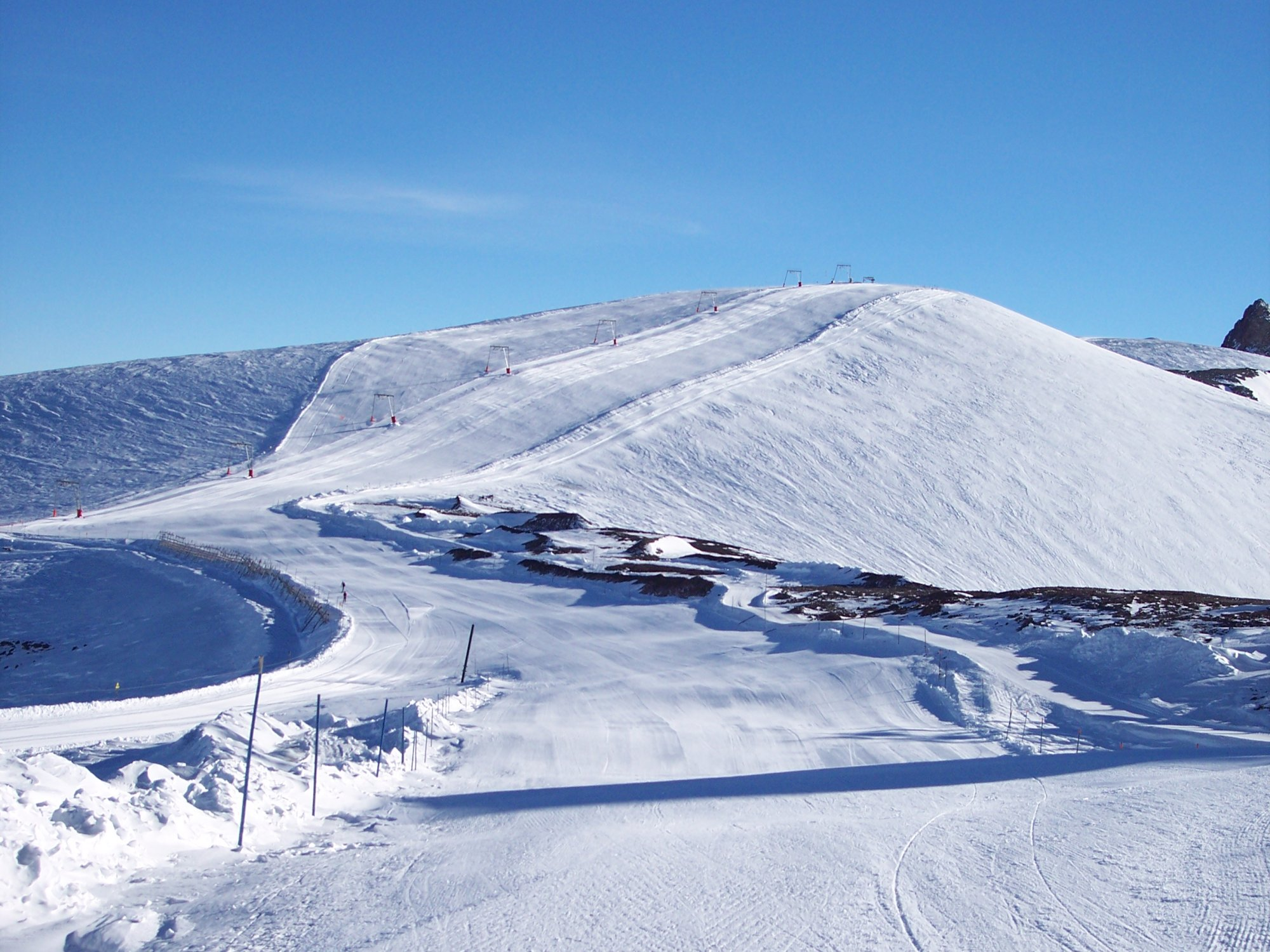
Glaciar de Lauze.

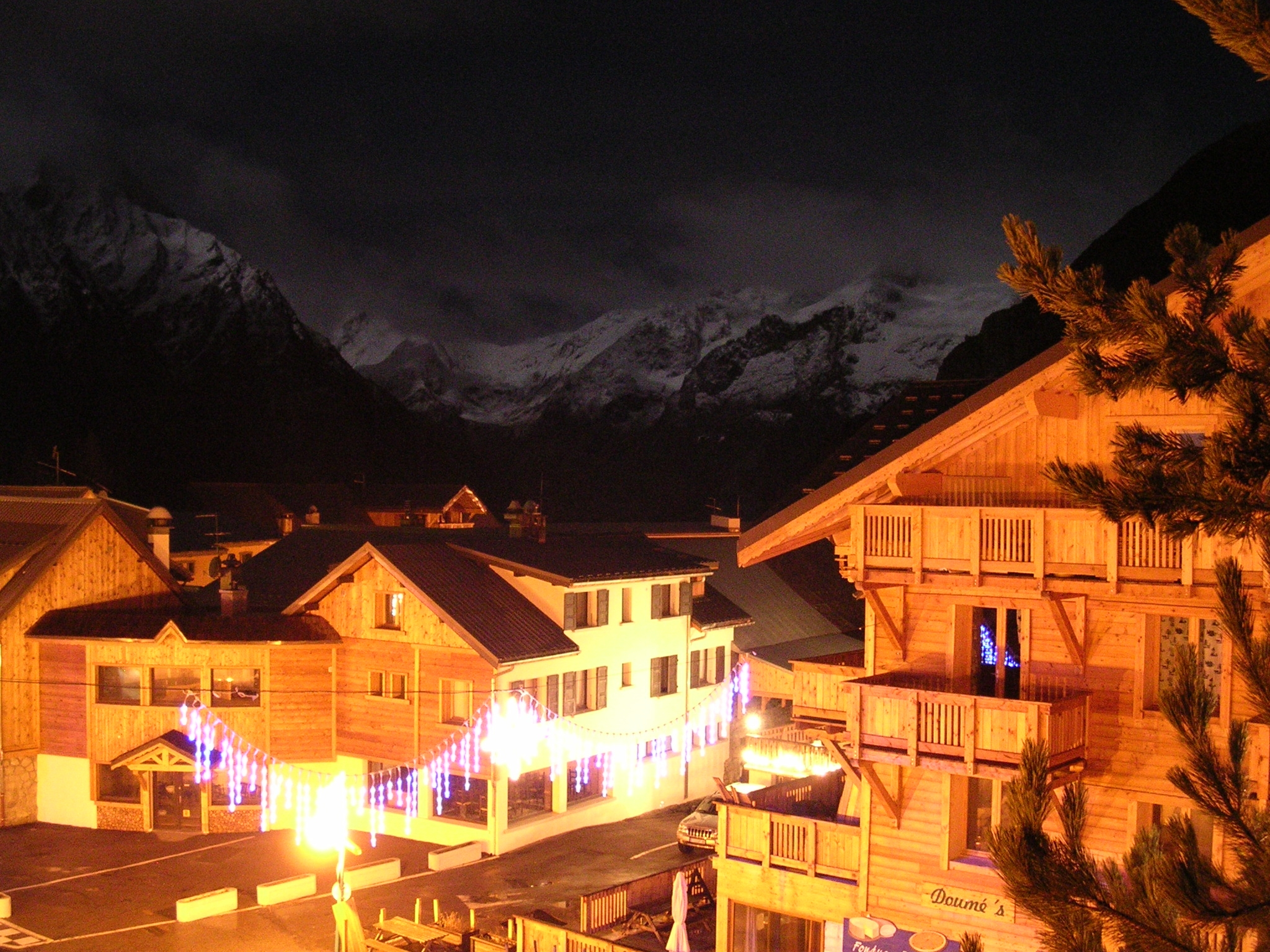
De noite.

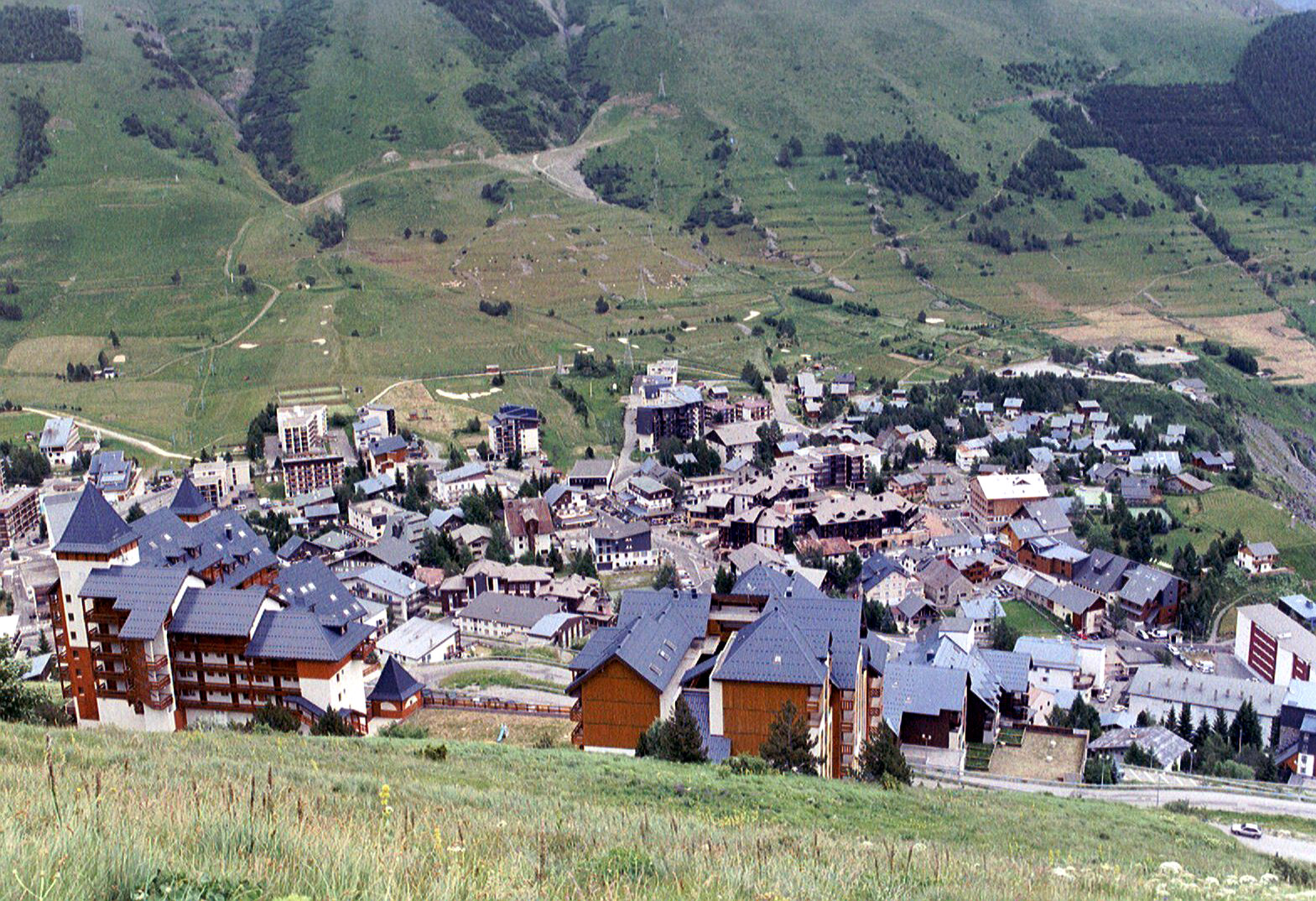
Os Deux Alpes.

Les Deux Alpes (em português Os Dois Alpes) é um estação de esqui situada no departamento francês de Isère, 71 km ao sudoeste de Grenoble. A população encontra-se a uma altitude de 1650 m e a cota máxima da estação é de 3600 m. Possui o glaciar esquiavél maior da Europa e é a segunda estação mais antiga da França após Chamonix.
O nome "dois Alpes" não se refere a que tenha duas montanhas, senão que se deve a que a estação está formada por dois núcleos de população, Vénosc e Mont-de-Lans, situados a cada um num extremo da meseta onde se encontra a estação. O acesso realiza-se desde o norte por estrada.
O glaciar permite a prática do esqui durante todo o ano. Um funicular escavado debaixo do gelo transporta aos esquiadores e no verão os turistas até os 3450 m de altura, desde de onde existem umas vistas panorámicas dos Alpes, incluindo o Mont Blanc, situado a 100 km, L'Alpe d'Huez e o Maciço de Vercors.
Com respeito às pistas encontram-se distribuídas de forma diferente à maioria das estações. As pistas mais fáceis estão situadas na parte mais alta e no glaciar, enquanto as pistas difíceis encontram-se em cotas mais baixas. Os esquiadores menos avançados podem apanhar uma telecabina para baixar à povoação ou se bem descer por uma pista longa e estreita. Junto à população encontra-se também uma ampla área de pistas para principiantes.
Também se pode aceder com o mesmo forfait à estação da Grave descendo desde o mais alto do Cume de Lauze. Só está recomendado para esquiadores avançados e sobre a supervisão de uma guia qualificado.